# 조시 톰슨

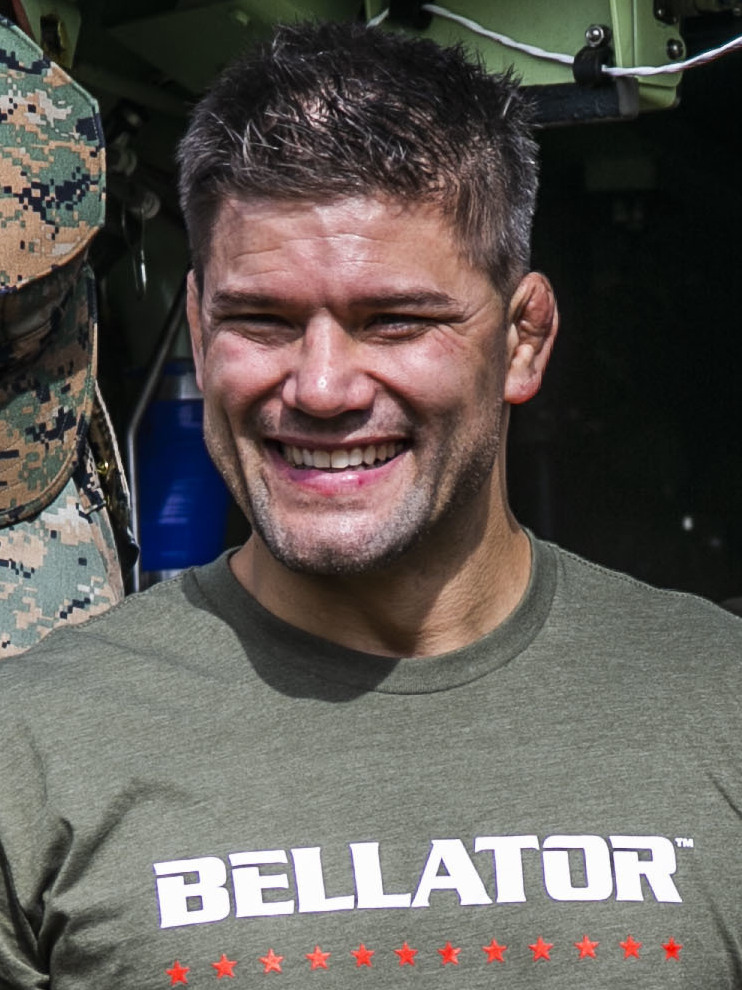

조슈아 조지프 톰슨(Joshua Joseph Thomson, 1978년 9월 21일 ~ )은 미국의 종합격투기 선수로, 아메리칸 킥복싱 아카데미 소속이다.